# Masłów (województwo dolnośląskie)

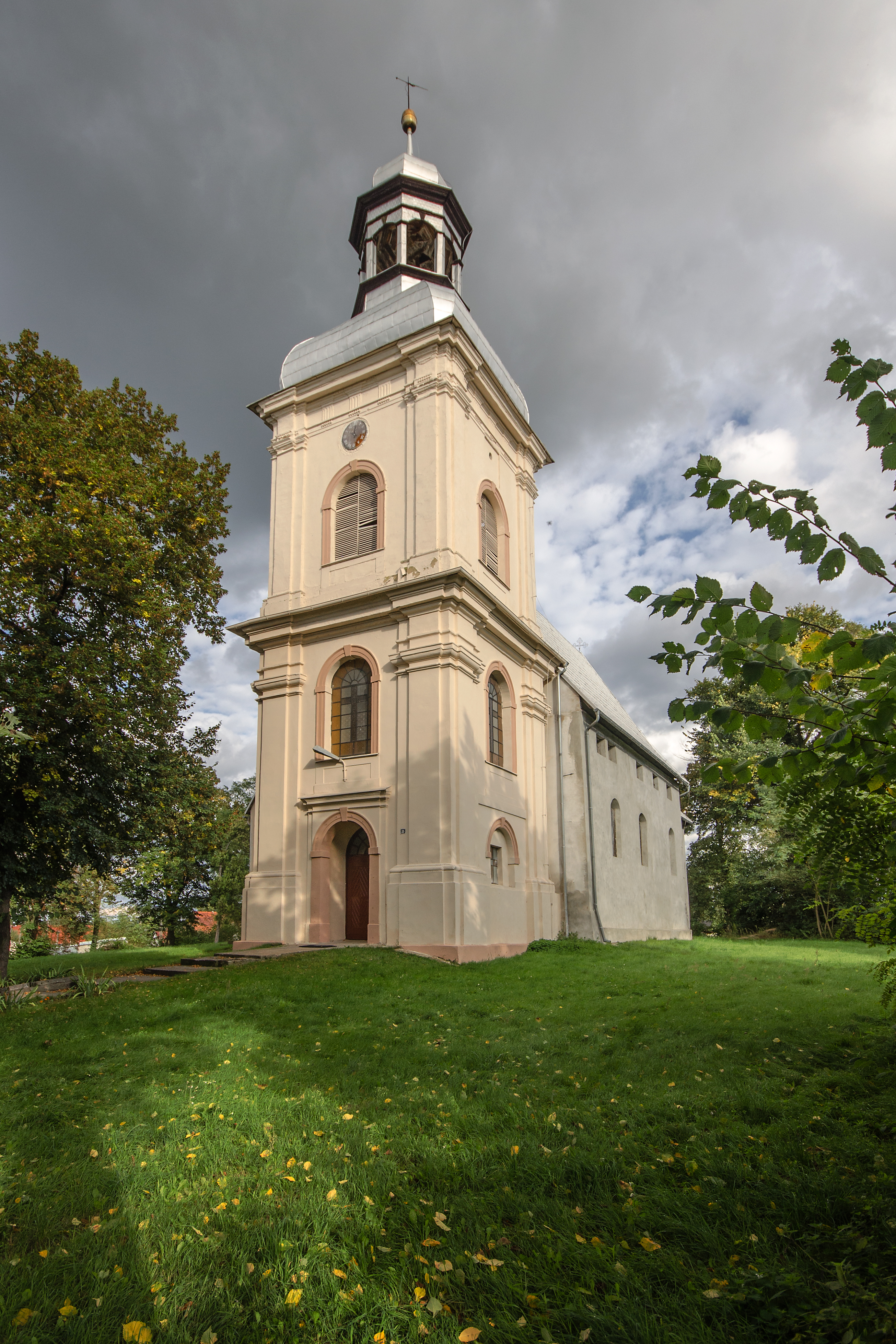
Kościół Najświętszej Maryi Panny Nieustającej Pomocy

Masłów (niem. Massel) – wieś w Polsce, położona w województwie dolnośląskim, w powiecie trzebnickim, w gminie Trzebnica.
W latach 1975–1998 wieś należała administracyjnie do województwa wrocławskiego.

## Nazwa
Nazwa miejscowości wywodzi się od masła polskiej nazwy produktu uzyskiwanego z mleka. Heinrich Adamy swoim dziele o nazwach miejscowości na Śląsku wydanym w 1888 roku we Wrocławiu jako najstarszą nazwę miejscowości wymienia Masłów podając jej znaczenie "Butterort" czyli w języku polskim "miejscowość masła". Nazwa związana jest prawdopodobnie z wytwarzaniem tego produktu lub ma charakter patronimiczny i wywodzi się od założyciela o staropolskim imieniu Masław.
W księdze łacińskiej Liber fundationis episcopatus Vratislaviensis (pol. Księga uposażeń biskupstwa wrocławskiego) spisanej za czasów biskupa Henryka z Wierzbna w latach 1295–1305 miejscowość wymieniona jest w zlatynizownej formie Maslow.

## Integralne części wsi
| SIMC    | Nazwa    | Rodzaj    |
| ------- | -------- | --------- |
| 0881615 | Bukowiec | część wsi |

## Historia
Od 1705 r. pastorem w Masłowie był Leonhard David Hermann, historyk i archeolog, autor dzieła Maslographia, opisującego zabytki archeologiczne znalezione na miejscowym cmentarzysku prehistorycznym.
W 1725 r. znaleziono w winnicy w Masłowie kościec łosia, ukryty 6–7 m pod ziemią.

## Zabytki
Do wojewódzkiego rejestru zabytków wpisany jest:
- kościół ewangelicki, obecnie rzymskokatolicki pw. Matki Bożej Nieustającej Pomocy, renesansowy z 1592 r., wzniesiony przez ewangelików, przebudowany w 1710 - XVIII w. i po 1945 r.; kamienne epitafia z końca XVI w. i z XVII w.